# 宮川淳
宮川 淳（みやかわ あつし、1933年3月13日 - 1977年10月21日）は、日本の美術評論家。元成城大学文学部助教授。

## 略歴
東京市大森区（当時）生まれ。幼年期は、外交官である父の海外赴任先と自宅とを往復していた。
1953年に、東京大学文学部美学美術史学科へ進学。この年から、種村季弘、吉田喜重たちと同人誌『望楼』を刊行。読書会には、フランス文学者である清水徹、豊崎光一、渡邊守章らが加わった（清水、種村、豊崎は、のちに著作集の編集委員となる）。
そのテクストは、アンドレ・ブルトンやモーリス・ブランショ、ジョルジュ・バタイユやモーリス・メルロー＝ポンティ、ロラン・バルトやクロード・レヴィ＝ストロース、ジャック・ラカンやジャック・デリダなど、多くが、現代思想に繋がる当時のアクチュアルな思想家のものだった。シュルレアリスムや構造主義周辺の思想・文学を受容しつつ独自の思索を展開していった宮川は、美術史の領域で先鋭的な仕事を残すと同時に、清岡卓行をはじめとする同時代の詩人への犀利な批評や、ブルトン、バタイユの翻訳など、文学の領域でも優れた仕事を残した。
1955年、大学を卒業し、NHKに就職する。翌年から、『美術手帖』『みずゑ』等に寄稿するようになる。1959年、結婚。1965年、NHKを退職。成城大学文学部講師になる。1969年、成城大学文学部助教授。1971年、東京大学非常勤講師。招いたのは、当時東大の学生だった小林康夫である。その間にも、上記の思想家たちの講読もしていた。
1977年、肝臓癌のため44歳で死去。
わずか10年ほどの著作活動ながら、その影響は絶大である。
特に「引用」という概念は、蓮實重彦の「表層」などと共に、当時の流行にもなった。

## 主な著書
※大半は没後刊の新版
- 『鏡・空間・イマージュ』（美術出版社、美術選書） 1967、白馬書房 1987
- 『現代芸術入門 未来を創る芸術家たち』（草森紳一・重森弘淹ほか共著、彌生書房） 1970
- 『紙片と眼差とのあいだに』（小沢書店、叢書エパーヴ） 1974、水声社 2002
- 『引用の織物』（筑摩書房） 1975、新版 1980
- 『どこにもない都市 どこにもない書物』（清水徹共著、小沢書店、叢書エパーヴ） 1977、水声社 2002
- 『美術史とその言説（ディスクール）』（中央公論社） 1978、水声社 2002
- 『宮川淳著作集』全3巻（美術出版社） 1980 - 1981、新装版 1999[2]
- 『宮川淳 絵画とその影』（建畠晢編、みすず書房、大人の本棚） 2007

### 解説
- 『ゴーギャン』（新潮社、新潮美術文庫） 1974
- 『スーラと新印象派』（中央公論社、カンヴァス世界の名画9） 1974
- 『ブリューゲル』（新潮社、新潮美術文庫） 1975

## 翻訳
- 『文字をめぐる愛とよろこび』（ベン・シャーン、美術出版社） 1964
- 『18世紀フランス織物 - リシュリュー・コレクション』（ロジェ=アルマン・ヴェイジェール、美術出版社） 1964
- 『ボンヌフォア詩集』（イヴ・ボヌフォワ、思潮社） 1965
- 『われわれは明日どこに住むか』（ミシェル・ラゴン、美術出版社、美術選書） 1965
- 「アルベルト・ジャコメッティのアトリエ」（ジャン・ジュネ、新潮社、ジャン・ジュネ全集3） 1967
- 『秘法十七番』（アンドレ・ブルトン、晶文社、晶文選書） 1967
- 『ポップ・アート』（ルーシー・リパード、紀伊國屋書店） 1967
- 『ブラック / レジェ』（座右宝刊行会編、河出書房新社、世界美術全集18） 1968
- 『カフカ』（マルト・ロベール（Marthe Robert）、晶文社、晶文選書） 1969
- 『アンリ・マチス』（平凡社、ファブリ世界名画集45） 1969
- 『ポール・シニャック』（平凡社、ファブリ世界名画集91） 1972
- 『沈黙の絵画：マネ論』（ジョルジュ・バタイユ、二見書房、ジョルジュ・バタイユ著作集10） 1972
- 『ディアーナの水浴』（ピエール・クロソフスキー、豊崎光一共訳、美術出版社） 1974、のち書肆風の薔薇 1988、のち水声社 2002
- 『フランスにおける象徴主義』（レナート・バリルリ（Renato Barilli）、平凡社、現代の絵画6） 1974
- 『ピカソ 生と創造の冒険者』（平凡社） 1974
- 『ピカソとキュビスム』（アルベルト・マルティーニ（Alberto Martini）、平凡社、現代の絵画14） 1974
- 『マン・レイ』（サラーヌ・アレクサンドリアン（Sarane Alexandrian）、河出書房新社、叢書シュルレアリスムと画家） 1975、のち増補新版 2006
- 『シュルレアリスムの世界』（エンリコ・クルスポルティ（Enrico Crispolti）、瀧口修造共訳、平凡社、現代の絵画17） 1975
- 『ルドン / ルソー』（座右宝刊行会編、集英社、現代世界美術全集10） 1976
- 『マルセル・デュシャン論』（オクタビオ・パス、柳瀬尚紀共訳、書肆風の薔薇） 1991